# 蕭德健
蕭德健（英語：Siu Tak-kin，1979年—），香港民主派人士，前香港油尖旺區議會旺角北選區議員，前公共與社會服務助理講師。

## 簡歷
蕭德健，多年來在大學從事社會服務、露宿者和青年就業的學術研究。蕭德健在中大其間修讀宗教研究，並積極參與學生運動，包括「中大學生會」、「中大基層關注組」和「基層大學」。畢業後，曾任民陣和民間媒體職員。

## 政治生涯
2019年區議會選舉，蕭德健參選油尖旺區議會旺角北選區挑戰爭取連任的經民聯油尖旺區議會副主席黃舒明，其以全副抗爭裝備的橫額，不落區、不洗樓、不做case，只舉辦放映會、講座，和街坊論政及做政策倡議，戴上頭盔和口罩拉票及宣傳，投票前一日才終於公開真面目的方式，吸引到網民和旺角北選民注意。結果，時任油尖旺區議會副主席的黃舒明意外地僅以85票敗給從無從政經驗的蕭德健，爭取連任失敗。蕭德健的勝出被喻為是對傳統選舉的顛覆。
主要政績包括成功爭取拖延了20年以上的旺角道行人天橋完工；肺炎期間到黃店派口罩、支援被捕人士、支援黃色經濟圈、籌劃手足飯劵等。
於2021年7月10日辭任旺角北區議員。曾與同為區議員的朱江瑋舉辦《幻愛》電影會，並邀請周冠威導演作分享嘉賓；被食環署「放蛇」，以限聚令之名票控。
及後，建立如一 AsOne 團購網購平台，販售「香港人」清酒，籌款支援在囚人士。